# Isabelle Mir
Isabelle Catherine Mir (Saint-Lary-Soulan, 2 marzo 1949) è un'ex sciatrice alpina francese, vincitrice di due Coppe del Mondo di discesa libera, di una medaglia olimpica e di due iridate.

## Biografia

### Carriera sciistica
Isabelle Mir era figlia del sindaco di Saint-Lary-Soulan e cugina del rugbista Jean-Henri Mir.

#### Stagioni 1965-1967
Sciatrice polivalente con maggior propensione per la prove veloci, Isabelle Mir debuttò in campo internazionale in occasione del Critérium de la première neige 1964, il 19 dicembre a Val-d'Isère in slalom gigante senza completare la prova; ottenne il primo piazzamento di rilievo il 29 gennaio 1966 a Sportinia in discesa libera (3ª) e nello stesso anno al Trofeo Soreghina di Cavalese fu 3ª nello slalom speciale del 4 febbraio.
In Coppa del Mondo esordì nella gara inaugurale del circuito femminile, lo slalom speciale di Oberstaufen del 7 gennaio 1967 (13ª), ottenne i primi punti il giorno successivo nella medesima località in slalom gigante (9ª), il primo podio il 10 gennaio seguente a Grindelwald in slalom speciale (3ª dietro alla connazionale Annie Famose e alla britannica Gina Hathorn) e la prima vittoria il 10 marzo dello stesso anno sul tracciato di Franconia in discesa libera. In quella stagione 1966-1967 fu 2ª nella classifica della Coppa del Mondo di discesa libera, superata dalla connazionale Marielle Goitschel di 9 punti; i suoi podi stagionali furono 4, con 1 vittoria.

#### Stagioni 1968-1973
Nella stagione 1967-1968 si aggiudicò la sua prima Coppa del Mondo di discesa libera, a pari merito con l'austriaca Olga Pall, e nella classifica generale fu 2ª, superata dalla canadese Nancy Greene di 32 punti; i suoi podi stagionali furono 7, con 2 vittorie. Nello stesso anno partecipò ai X Giochi olimpici invernali di Grenoble 1968, sua prima presenza olimpica, vincendo la medaglia d'argento nella discesa libera e classificandosi 6ª nello slalom gigante e 5ª nello slalom speciale; si piazzò inoltre 4ª nella combinata, disputata in sede olimpica ma valida solo ai fini dei Mondiali 1968. Nella stagione 1968-1969 fu nuovamente 2ª nella Coppa del Mondo di discesa libera, superata dall'austriaca Wiltrud Drexel di 5 punti; i suoi podi stagionali furono 3, con 1 vittoria.
Nella stagione 1969-1970 si aggiudicò per la seconda volta la Coppa del Mondo di discesa libera, superando Annie Famose di 27 punti; i suoi podi stagionali furono 5, con 3 vittorie. Nello stesso anno partecipò ai Mondiali di Val Gardena 1970, dove vinse la medaglia d'argento nella discesa libera, unica gara cui prese parte. In Coppa del Mondo nella stagione 1970-1971 fu 3ª nella classifica generale e conquistò 5 podi con 2 vittorie, tra le quali l'ultima della sua carriera il 12 febbraio a Mont-Sainte-Anne in slalom gigante; il 18 gennaio 1972 a Grindelwald in discesa libera giunse per l'ultima volta sul podio (3ª alle spalle dell'austriaca Annemarie Moser-Pröll e della svizzera Marie-Theres Nadig) e ai successivi XI Giochi olimpici invernali di Sapporo 1972, sua ultima presenza olimpica, chiuse 4ª nella discesa libera e 21ª nello slalom gigante. In Coppa del Mondo ottenne l'ultimo piazzamento a punti il 2 gennaio 1973 a Maribor in slalom speciale (8ª) e prese per l'ultima volta il via il 21 gennaio seguente a Les Contamines in slalom gigante (11ª).

### Altre attività
Dopo il ritirò avviò varie attività imprenditoriali in stazioni sciistiche francesi e sviluppò, assieme alla connazionale Annie Famose, nuove tecniche di allenamento per i bambini.

## Palmarès

### Olimpiadi
- 1 medaglia, valida anche ai fini dei Mondiali:
  - 1 argento (discesa libera[7] a Grenoble 1968)

### Mondiali
- 1 medaglia, oltre a quella conquistata in sede olimpica:
  - 1 argento (discesa libera[7] a Val Gardena 1970)

### Coppa del Mondo
- Miglior piazzamento in classifica generale: 2ª nel 1968
- Vincitrice della Coppa del Mondo di discesa libera nel 1968 e nel 1970
- 26 podi[8]:
  - 9 vittorie
  - 9 secondi posti
  - 8 terzi posti

#### Coppa del Mondo - vittorie
| Data             | Località                | Paese       | Specialità |
| ---------------- | ----------------------- | ----------- | ---------- |
| 10 marzo 1967    | Franconia               | Stati Uniti | DH         |
| 27 gennaio 1968  | Saint-Gervais-les-Bains | Francia     | DH         |
| 2 marzo 1968     | Abetone                 | Italia      | DH         |
| 25 gennaio 1969  | Saint-Gervais-les-Bains | Francia     | DH         |
| 9 gennaio 1970   | Grindelwald             | Svizzera    | DH         |
| 15 gennaio 1970  | Badgastein              | Austria     | DH         |
| 21 febbraio 1970 | Jackson Hole            | Stati Uniti | DH         |
| 19 dicembre 1970 | Val-d'Isère             | Francia     | DH         |
| 12 febbraio 1971 | Mont-Sainte-Anne        | Canada      | GS         |

Legenda:

DH = discesa libera

GS = slalom gigante

### Campionati francesi
- 10 ori (slalom gigante[9], combinata nel 1967[senza fonte]; discesa libera[1], slalom gigante, slalom speciale, combinata[senza fonte] nel 1968; discesa libera[1] nel 1970; combinata nel 1971; discesa libera, combinata nel 1972[senza fonte])

## Statistiche

### Podi in Coppa del Mondo
| Stagione/Specialità | Discesa libera | Discesa libera | Discesa libera | Slalom gigante | Slalom gigante | Slalom gigante | Slalom speciale | Slalom speciale | Slalom speciale | Podi totali |
| ------------------- | -------------- | -------------- | -------------- | -------------- | -------------- | -------------- | --------------- | --------------- | --------------- | ----------- |
| Stagione/Specialità | 1º             | 2º             | 3º             | 1º             | 2º             | 3º             | 1º              | 2º              | 3º              | Podi totali |
| 1967                | 1              | 1              |                |                |                |                |                 | 1               | 1               | 4           |
| 1968                | 2              | 1              |                |                | 1              | 1              |                 | 2               |                 | 7           |
| 1969                | 1              | 1              | 1              |                |                |                |                 |                 |                 | 3           |
| 1970                | 3              | 1              |                |                |                |                |                 | 1               |                 | 5           |
| 1971                | 1              |                | 2              | 1              |                | 1              |                 |                 |                 | 5           |
| 1972                |                |                | 2              |                |                |                |                 |                 |                 | 2           |
| 1973                |                |                |                |                |                |                |                 |                 |                 | 0           |
| Totale              | 8              | 4              | 5              | 1              | 1              | 2              | 0               | 4               | 1               | 26          |
| Totale              | 17             | 17             | 17             | 4              | 4              | 4              | 5               | 5               | 5               | 26          |